# António Cardoso de Barros
António Cardoso de Barros foi um nobre português, donatário da capitania do Ceará. Depois foi nomeado pelo rei dom João III ao cargo de provedor-mor da Fazenda no Brasil em 1548. Ocupou o cargo em 1549.
Foi acusado por Tomé de Sousa de ter desviado dinheiro da coroa para construir seus próprios engenhos de açúcar na Bahia. Rompeu com o governador-geral Duarte da Costa e em seguida partiu para o reino em companhia do primeiro bispo do Brasil, dom Pero Fernandes Sardinha, cujo navio que os conduzia naufragou na costa do rio Coruripe (Alagoas), onde foram devorados pelos índios caetés.